# Abdelmajid Dolmy
Abdelmajid Dolmy (àrab: عبد المجيد الضلمي)  (Casablanca, 20 d'agost de 1953 - Casablanca, 27 de juliol de 2017) fou un futbolista marroquí de les dècades de 1970 i 1980.
Fou internacional amb la selecció del Marroc amb la qual participà en la Copa del Món de futbol de 1986.
Pel que fa a clubs, destacà a Raja Casablanca.